# Mélodie Lauret
Mélodie Lauret est un auteur-compositeur-interprète et comédien français né le 3 novembre 1999,.

## Biographie
Enfant précoce, Mélodie Lauret écrit et joue à 17 ans sa première pièce, J’irai danser tes 20 ans, dans laquelle sont explorés les recoins de l'amour et de l'identité.
Son premier EP, 23 h 28, sort en 2020. Mélodie Lauret présente ensuite des formes de spectacle mêlant théâtre et chant, notamment au Théâtre Les Déchargeurs ou à la Boule Noire.
Son deuxième EP, Doucement, sort en 2021, suivi en 2022 par son premier album, Le moment présent, album coécrit avec Dani Terreur.
Mélodie Lauret se définit comme artiste lesbienne puis queer. Ses questionnements autour du genre et de la sexualité traversent son œuvre. Mélodie Lauret est actuellement[Depuis quand ?] une personne non binaire transmasculine utilisant des pronoms et des accords neutres ou masculins.
Ces sujets sont par ailleurs abordés dans la pièce de 2022 Plutôt vomir que faillir, de Rébecca Chaillon, où joue Mélodie Lauret.

## Théâtre
- 2018 : J'irai danser tes 20 ans de Mélodie Lauret, Théâtre Darius Milhaud
- 2022 : Plutôt vomir que faillir de Rébecca Chaillon, MC93, Centre dramatique national de Besançon, Théâtre de Gennevilliers, Théâtre Public de Montreuil, Théâtre Vidy-Lausanne et tournée[12]

## Filmographie
- 2021 : Partir un jour de Amélie Bonnin
- 2022 : Youssou et Malek de Simon Frenay

### Télévision
- 2017 : Les Goudous
- 2017 : Une famille formidable, saison 14, épisodes 3 et 4 : Mélodie

### Clip
- 2018 : A peu près de Pomme